# Opsiphanes fabricii
Opsiphanes fabricii är en fjärilsart som beskrevs av Jean Baptiste Boisduval 1870. Opsiphanes fabricii ingår i släktet Opsiphanes och familjen praktfjärilar. Inga underarter finns listade i Catalogue of Life.